# Gora Tollja
Gora Tollja är ett berg i Antarktis. Det ligger i Östantarktis. Nya Zeeland gör anspråk på området. Toppen på Gora Tollja är 828 meter över havet, eller 260 meter över den omgivande terrängen. Bredden vid basen är 3,3 km.
Terrängen runt Gora Tollja är kuperad åt nordost, men åt sydväst är den bergig. Trakten är obefolkad. Det finns inga samhällen i närheten.